# 净月潭
净月潭國家森林公園位于中华人民共和国吉林省长春市南关区东南部，占地面积83.23平方公里。该森林公园的核心为修建于满洲国时期的净月潭水库，后经人工造林和公园化建设，成为现在的森林公园。目前，净月潭国家森林公园是中华人民共和国国家重点风景名胜区、國家森林公園、国家生态示范区、国家5A级旅游景区，亦是亚洲最大的人工森林公园。

## 历史
1933年，满洲国国都建设局在南满洲铁道株式会社的协助下对新京特別市及其周边水系进行调查后，决定在新京市市区南郊“腰站屯”一带的山谷北端修筑拦截小河沿子河的水坝，形成一座水面达4.3平方公里，蓄水量2580万吨的中型水库，作为城市水源地使用。水坝修筑工程总投资达350万日元，于1934年5月开工，1936年1月开始投入使用。因该水库水面整体轮廓呈弯月状，故得名“净月潭”。为防止水土流失和进行人工森林生态研究，国都建设局同时在净月潭八十多平方公里的汇水区内设置林场，进行人工造林活动。经过几十年的持续性的封山育林，净月潭水库周围形成百余平方公里的大规模人工森林集群，以其风景优美，被誉为日月潭的“姊妹潭”。

## 地理
净月潭国家森林公园处于吉林省东部长白山地向西部科尔沁草原的过渡地带，属大黑山余脉，海拔高度在220—406.5米之间，有大小山头119座。净月潭国家森林公园处于温带半湿润季风性气候区，气候特征四季分明。该森林公园横跨长白山、内蒙古、华北三个植物区系，森林覆盖率达80%以上，形成了30多个树种的独具特色的景观和完整的森林生物群系，生态资源较为独特，空气中负氧离子含量较高。

## 内部景观
净月潭国家森林公园内建有碧松净月塔楼、沙滩浴场、避暑山庄、鹿苑、北普陀寺、高尔夫球场、森林浴场、滑雪场、赛马场等。公园内有2座金代时期古墓，已被列入长春市文物保护单位。

### 净月潭滑雪场
净月潭滑雪场位于风景区内，经营索道、滑道、滑雪、滑草、雪地摩托车、跑马等水上、冰上及森林休闲娱乐项目。每年11月下旬至翌年3月为滑雪期，冬季平均气温为零下7摄氏度。其雪道面积约5万平方米，有初、中、高、越野四条雪道，可同时容纳两千多人滑雪。2003年起 ，瓦萨滑雪节即定期举办于此。长春冰雪旅游节亦在此定期举办。

## 周边交通
公园周边设有长春轨道交通3号线净月潭公园站和滑雪场站。